# دالي تونغ
دالي تونغ (بالإنجليزية: Dale Tonge)‏ هو لاعب كرة قدم بريطاني، ولد في 7 مايو 1985 في بارنسلي في المملكة المتحدة. لعب مع ستوكبورت كونتي ونادي بارنسلي ونادي توركي يونايتد ونادي روذرهام يونايتد ونادي غيلينغهام.

## وصلات خارجية
- دالي تونغ على موقع قاعدة بيانات كرة القدم.إي يو (الإنجليزية)
- دالي تونغ على موقع Soccerbase.com (لاعب) (الإنجليزية)